# Megan Keller
Megan Keller (née le 1er mai 1996 à Farmington dans l'État du Michigan) est une joueuse de hockey sur glace américaine évoluant dans la ligue féminine élite en tant que défenseure. Elle a remporté une médaille d'or aux Jeux olympiques de Pyeongchang en 2018 et a également représenté les États-Unis dans cinq championnats du monde, remportant quatre médailles d'or et une médaille d'argent.

## Biographie

### En club
Keller est apparue comme l'une des meilleures défenseures de la saison universitaire 2015-2016. Elle est nommée dans les 10 finalistes du Trophée Patty Kazmaier et sélectionnée dans le All-tournament du championnat NCAA. Elle mène les défenseures du championnat en nombre de points et établie plusieurs records aussi bien dans l'équipe du Boston College que dans la conférence Est dans laquelle elle joue .
Elle met en pause son parcours universitaire lors de la saison 2017-2018 pour effectuer la préparation aux Jeux olympiques de 2018.
En 2024, elle évolue pour le Fleet de Boston dans la Ligue professionnelle de hockey féminin  (LPHF).

### En équipe nationale
Elle représente pour la première fois l'équipe nationale des États-Unis en 2014, sélectionnée dans l'équipe des moins de 18 ans au championnat du monde. Elle mène toutes les joueuses au ratio Plus-moins avec un total de + 9. Par la suite, elle joue en équipe sénior pour les championnats du monde 2015, 2016 et 2017 où elle remporte trois médailles d'or. A ce jour, sa meilleure performance a lieu en 2015 où elle inscrit 5 points en 4 matchs.
Elle représente également les États-Unis à la Coupe des quatre nations en 2014 et en 2016.
En 2018, elle est sélectionnée pour les Jeux de PyeongChang où elle remporte la médaille d'or.

## Statistiques

### En club
| Saison      | Équipe                   | Ligue       |                            | Saison régulière           | Saison régulière           | Saison régulière           | Saison régulière           | Saison régulière           |                            | Séries éliminatoires       | Séries éliminatoires       | Séries éliminatoires       | Séries éliminatoires | Séries éliminatoires |
| Saison      | Équipe                   | Ligue       | PJ                         | B                          | A                          | Pts                        | Pun                        | PJ                         | B                          | A                          | Pts                        | Pun                        |                      |                      |
| 2014-2015   | Eagles de Boston College | NCAA        | 37                         | 4                          | 20                         | 24                         | 30                         |                            |                            |                            |                            |                            |                      |                      |
| 2015-2016   | Eagles de Boston College | NCAA        | 41                         | 12                         | 40                         | 52                         | 45                         |                            |                            |                            |                            |                            |                      |                      |
| 2016-2017   | Eagles de Boston College | NCAA        | 35                         | 10                         | 29                         | 39                         | 56                         |                            |                            |                            |                            |                            |                      |                      |
| 2018-2019   | Eagles de Boston College | NCAA        | 38                         | 19                         | 24                         | 43                         | 36                         |                            |                            |                            |                            |                            |                      |                      |
| 2019-2020   | New England              | PWHPA       | Statistiques indisponibles | Statistiques indisponibles | Statistiques indisponibles | Statistiques indisponibles | Statistiques indisponibles | Statistiques indisponibles | Statistiques indisponibles | Statistiques indisponibles | Statistiques indisponibles | Statistiques indisponibles |                      |                      |
| 2020-2021   | New Hampshire            | PWHPA       | 6                          | 0                          | 2                          | 2                          | 2                          |                            |                            |                            |                            |                            |                      |                      |
| 2022-2023   | Team Scotiabank          | PWHPA       | Statistiques indisponibles | Statistiques indisponibles | Statistiques indisponibles | Statistiques indisponibles | Statistiques indisponibles | Statistiques indisponibles | Statistiques indisponibles | Statistiques indisponibles | Statistiques indisponibles | Statistiques indisponibles |                      |                      |
| 2024        | Équipe de Boston         | LPHF        | Saison en cours ?          | Saison en cours ?          | Saison en cours ?          | Saison en cours ?          | Saison en cours ?          | Saison en cours ?          | Saison en cours ?          | Saison en cours ?          | Saison en cours ?          | Saison en cours ?          |                      |                      |
| Totaux NCAA | Totaux NCAA              | Totaux NCAA | 151                        | 45                         | 113                        | 158                        | 167                        |                            |                            |                            |                            |                            |                      |                      |

### En équipe nationale
| Année | Équipe              | Compétition                   |   | PJ | B | A | Pts | Pun               |  | Résultat |
| 2014  | États-Unis - 18 ans | Championnat du monde - 18 ans | 5 | 1  | 2 | 3 | 6   | Médaille d'argent |  |          |
| 2015  | États-Unis          | Championnat du monde          | 4 | 2  | 3 | 5 | 2   | Médaille d'or     |  |          |
| 2016  | États-Unis          | Championnat du monde          | 4 | 1  | 0 | 1 | 4   | Médaille d'or     |  |          |
| 2017  | États-Unis          | Championnat du monde          | 5 | 1  | 2 | 3 | 2   | Médaille d'or     |  |          |
| 2018  | États-Unis          | Jeux olympiques               | 5 | 0  | 2 | 2 | 4   | Médaille d'or     |  |          |
| 2019  | États-Unis          | Championnat du monde          | 7 | 2  | 4 | 6 | 2   | Médaille d'or     |  |          |
| 2021  | États-Unis          | Championnat du monde          | 7 | 1  | 4 | 5 | 6   | Médaille d'argent |  |          |
| 2022  | États-Unis          | Jeux olympiques               | 7 | 0  | 4 | 4 | 2   | Médaille d'argent |  |          |
| 2022  | États-Unis          | Championnat du monde          | 7 | 1  | 8 | 9 | 0   | Médaille d'argent |  |          |
| 2023  | États-Unis          | Championnat du monde          | 7 | 2  | 0 | 2 | 0   | Médaille d'or     |  |          |

## Trophées et Honneurs personnels

### Ligue universitaire
- 2014–2015 :
  - Sélectionnée dans la première équipe étoiles de la conférence Hockey East [3].
- 2015–2016 :
  - Sélectionnée dans la première équipe étoiles du championnat NCAA.
- 2016–2017 :
  - Trophée Cammi Granato (Joueuse la plus utile de la conférence Est).
  - Nommée dans les 10 finalistes du Trophée Patty Kazmaier.
  - Défenseure de l'année de la conférence Hockey East.

### Ligue professionnelle de hockey féminin
- 2024 : participe au Match des étoiles de la LPHF